# Богдан Томорович
Богдан Томорович (пол. Bohdan Tomorowicz; 1 квітня 1923, Варшава — 4 грудня 2007, Гдиня) — польський науковець, пілот та дипломат. Постійний представник Польщі при Організації Об'єднаних Націй у Нью-Йорку (1966—1968).

## Життєпис
Народився 1 квітня 1923 року у місті Варшава. Після окупації Польщі Німеччиною та Радянським Союзом у 1939 році, він перебрався до Великої Британії. Вступив до Військово-повітряних сил Польщі і отримав службовий номер RAF 794264. Служив радистом. У 1957—1963 роках — радник посольства Польщі у Великої Британії. У 1966—1968 роках Постійний представник Польщі при Організації Об'єднаних Націй у Нью-Йорку.